# Saint-Laurent-d'Agny
Saint-Laurent-d'Agny är en kommun i departementet Rhône i regionen Auvergne-Rhône-Alpes i östra Frankrike. Kommunen ligger i kantonen Mornant som tillhör arrondissementet Lyon. År 2022 hade Saint-Laurent-d'Agny 2 120 invånare.

## Befolkningsutveckling
Antalet invånare i kommunen Saint-Laurent-d'Agny
| Referens: INSEE |